# 사울의 아들
《사울의 아들》(헝가리어: Saul fia 셔울 피어)은 2015년에 공개된 헝가리의 드라마 영화이다. 네메시 옐레시 라슬로가 감독, 네메시와 클라라 로이어가 공동 각본을 맡았다. 제2차 세계 대전 중 아우슈비츠 강제 수용소를 배경으로 존더코만도의 헝가리인 구성원인 사울 (게자 뢰리히 분)의 하루를 그렸다.
영화는 2015년 칸 영화제에서 처음 공개되었으며 그랑프리를 수상하였다. 제73회 골든 글로브상 외국어 영화상을 수상했다.

## 줄거리
1944년 10월, 유대계 헝가리인 죄수 사울 아우스랜더는 아우슈비츠의 가스실에서 존더코만도로 일한다. 그는 매일같이 벌어지는 잔혹 행위에 무감각해진 듯 묵묵히 일한다. 가스 살해 후 죽은 사람들 사이에서 사울은 나치 의사가 부검을 요구하며 질식시킨 아직 살아있는 소년을 발견한다. 사울은 시신을 동료 헝가리인 죄수이자 요제프 멩겔레의 강제 조수였던 미클로시 뉘이즐리에게 가져가, 소년이 적절한 유대교식 장례를 치를 수 있도록 해부하지 말 것을 요청한다. 미클로시는 거절하지만, 소각 전에 그날 밤 소년과 단둘이 5분을 보낼 수 있게 해주겠다고 말한다. 사울은 프랑켈 랍비에게 장례 의식을 도와달라고 요청하지만, 랍비는 그를 무시하고 사울에게 직접 장례를 치르라고 제안한다.
사울은 존더코만도 아브라함이 오버카포 비더만과 함께 봉기에 대해 이야기하는 것을 엿듣는다. 비더만은 먼저 죽은 사람들에게서 수집한 카메라로 수용소의 공포를 촬영하고, 사진을 외부로 밀반출하여 주의와 도움을 얻기를 원한다. 아브라함은 사울에게 믿음을 잃은 그리스 랍비인 "변절자"에 대해 이야기한다. 그 대가로 사울은 그들의 계획에 도움을 주겠다고 제안한다. 그는 오두막의 자물쇠를 고치는 척하고, 그 사이에 다른 죄수가 안에서 화장 구덩이에서 화장하는 모습을 사진 찍는다.
사울은 다른 존더코만도 부대에 몰래 들어가 강둑에서 변절자를 발견하는데, 그곳은 재가 강으로 버려지는 곳이다. 변절자는 돕기를 거부하고, 사울은 그 남자의 삽을 물에 던진다. 랍비는 강으로 뛰어들지만 사울이 그를 끌어내고, 둘은 그 부대의 SS 지휘관에게 끌려간다. 심문 후 변절자는 처형되고 사울은 부대로 돌아갈 수 있도록 허락된다. 수용소로 돌아온 사울은 미클로시의 사무실에 몰래 들어가 소년의 시신을 찾으려 했으나 실패하고, 나치 장교들에게 조롱당하며 방에서 쫓겨난다. 그는 미클로시에게 따져 묻고, 미클로시는 시신이 안전하게 숨겨져 있다고 장담한다. 사울은 시신을 찾아 자루에 넣어 자신의 막사로 가져간다.
그날 밤, SS 지휘관 몰은 비더만에게 70명의 이름을 적은 목록을 작성하라고 명령하고, 비더만은 그의 부대가 곧 살해될 것이라고 믿게 된다. 비더만은 아브라함에게 이 정보를 누설하고, 아브라함은 사울에게 여자 수용소로 가서 엘라라는 죄수에게서 화약 꾸러미를 가져오라고 지시한다. 사울을 아는 엘라는 그의 이름을 부르며 손을 잡지만, 사울은 손을 뺀다. 꾸러미를 챙긴 후 사울은 새로 도착한 헝가리 유대인 줄에서 랍비를 찾는데, 그들은 처형을 위해 숲으로 끌려가고 있었다. 브라운이라는 프랑스인이 그에게 다가와 자신이 랍비라고 사울을 설득한다. 사울은 브라운을 존더코만도로 변장시켜 수용소로 몰래 들여보낸다. 사울이 수용소에 도착하자 아브라함에게 추궁당하고, 숲에서의 혼란 중에 꾸러미를 잃어버렸다는 것을 깨닫는다. 추가 심문에서 그는 살해당한 소년이 자신의 사생아라고 말하지만, 아브라함은 그것이 사실이 아니라고 말한다.
다음 날 아침, 죄수들은 시체 소각장으로 소환되어 다시 일을 시작하는데, 그곳에서 비더만과 그의 부대가 살해당했다는 것을 알게 된다. 아브라함은 다른 죄수들을 불러모아 SS 경비병을 공격하고, 반란을 시작한다. 혼란 속에서 사울은 소년의 시신을 되찾아 브라운과 몇몇 다른 죄수들과 함께 숲으로 탈출한다. 그는 강가에서 소년을 매장할 준비를 하지만, 브라운이 카디시를 암송하지 못하자 사기꾼이라는 것을 알게 된다. 경비병들이 다가오는 소리를 듣고 사울은 시신을 강 건너로 옮기려 하지만 손에서 놓치고, 시신은 떠내려가는 동안 프랑켈 랍비가 그를 물 밖으로 끌어낸다. 죄수들은 숲 속의 오두막에 숨어 폴란드 저항군에 합류할 계획을 논의하기 시작한다. 사울은 어린 농부 소년이 오두막을 엿보는 것을 보고 이야기 속에서 유일하게 미소를 짓는다. 소년은 SS 장교가 그를 붙잡고 침묵시키기 전에 도망가고, 경비병들이 오두막에 다가온다. 장교는 그를 놓아주고, 총소리가 뒤에서 울려 퍼지는 동안 소년은 숲으로 달려간다.

## 출연
- 뢰흐리그 게저 - 사울
- 몰나르 레벤테 - 아브라함
- 우르스 레힌 - 오버카포 비더만
- 조테르 샨도르 - 니슬리 미클로시